# Łuk Tudorów

Konstrukcja łuku Tudorów

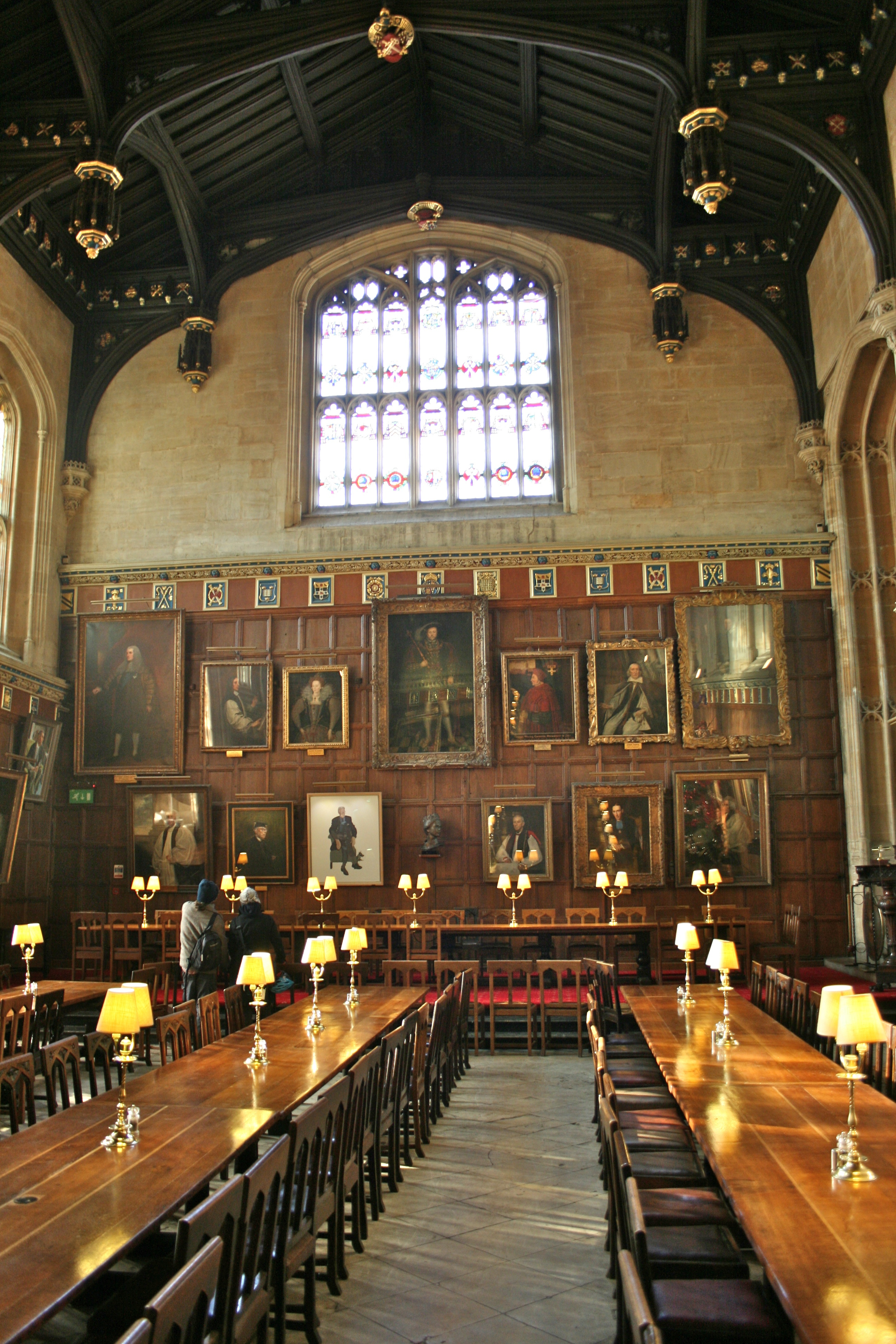
Wnętrze Christ Church, Oksford

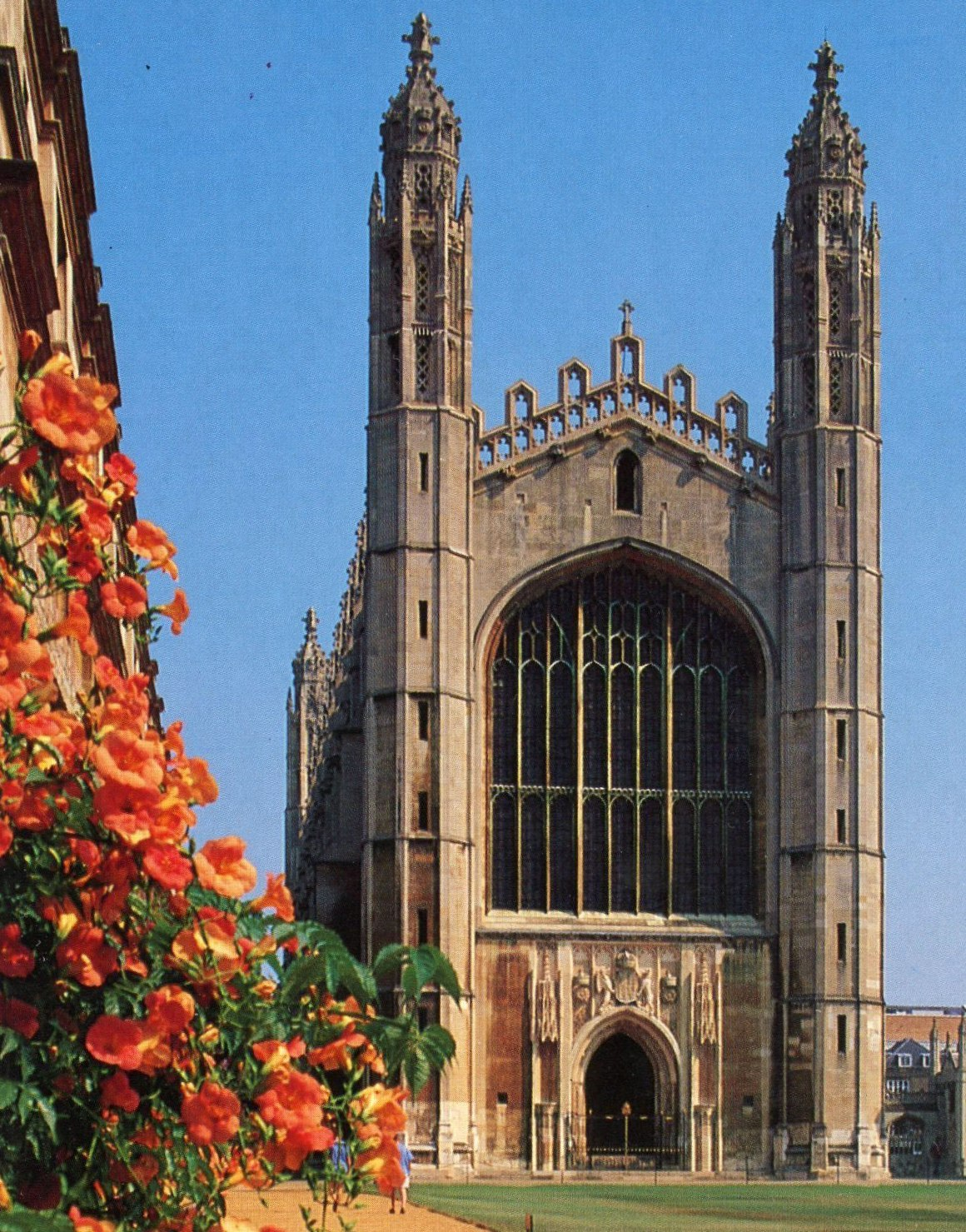
King’s College Chapel, Cambridge, okno w formie łuku Tudorów nad wejściem (strona zachodnia)

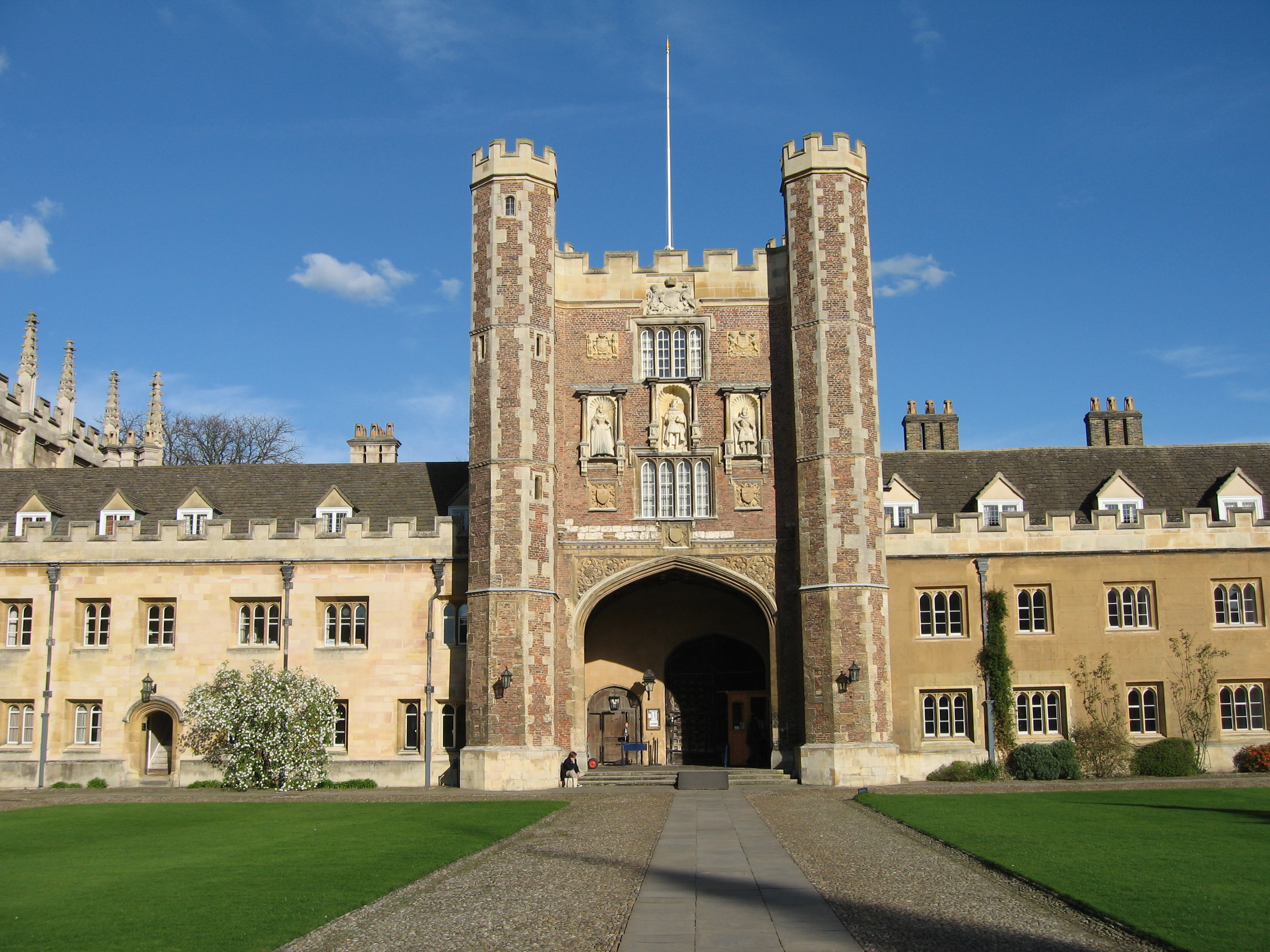
Brama główna Trinity College, Cambridge

Łuk Tudorów, znany też jako łuk ostry obniżony (oraz ang. four-centre arch lub four-centred arch – łuk czteropunktowy) – niski, szeroki rodzaj łuku z wyróżnionym punktem centralnym. Jest znacznie szerszy niż jego wysokość i wizualnie sprawia wrażenie, jakby był spłaszczony pod naciskiem. Łuk tworzy się poprzez wytyczenie dwóch łuków, których promienie się przecinają nisko, i następnie z tych samych promieni, ale w wyższych punktach – wykreśla się łuki o mniejszym promieniu. Osie mniejszych łuków leżą na promieniach łuków większych.

## Pochodzenie
Łuk czteropunktowy został po raz pierwszy zastosowany w Samarze w Iraku w mauzoleum Kubbat as-Sulajbijja z IX wieku. Następnie użycie łuku rozprzestrzeniło się poprzez kulturę islamu do Hiszpanii i Indii. Łuk ostry obniżony jest szeroko stosowany w architekturze islamu, zwłaszcza w kulturach perskich, np. wiele ejwanów stosuje ten łuk.

## Wielka Brytania
W architekturze angielskiej ten rodzaj łuku znany jest pod nazwą Tudor arch ponieważ był częstym elementem architektonicznym w czasach dynastii Tudorów (1485–1603). Łuk okresu gotyku został spłaszczony do łuku Tudorów.
Ten typ łuku, zastosowany do otworu okiennego, może zajmować szeroką przestrzeń, wypełnioną pionowymi słupkami dzielącymi okno na części i poziomymi nadświetlami. Efekt ogólny daje wrażenie delikatnej kraty podkreślającej prostopadły i pionowy układ. Jako dekoracja ściany arkada wraz z otworem oknem składają się na całą ozdobną kompozycję. Styl ten, znany jako Perpendicular (prostopadły, pionowy), jest charakterystyczny dla Wielkiej Brytanii, chociaż jest bardzo podobny do współczesnego mu stylu dominującego w Hiszpanii. Był stosowany w XV i I poł. XVI w., ponieważ styl renesansu w Anglii pojawił się później niż we Włoszech czy Francji.
Łuk ten zastosowano na zachodniej ścianie katedry w Gloucester, której Great East Window (wielkie wschodnie okno) jest wielkości boiska do tenisa. Znajduje się też w trzech słynnych kaplicach królewskich i opactwach: King’s College Chapel w Cambridge, St George's Chapel w Zamku Windsor, Kaplicy Henryka VII w Opactwie Westminsterskim oraz Bath Abbey. Łuki te można też znaleźć w wielu mniejszych kościołach, zwłaszcza zbudowanych w czasie prosperity przemysłu wełnianego w Anglii Wschodniej w wieku XV, gdyż to tam zawijały statki eksportujące z Anglii wełnę. Podczas rejsu do Anglii statki były wykorzystywane do importu cegły, która była wówczas materiałem luksusowym.
Łuk Tudorów umieszczano też w oknie wykuszowym, opartym na mieczu lub konsoli, które było szczególnym osiągnięciem architektonicznym okresu Tudorów.

## Polska
Łuki podobne do łuku Tudorów zastosowano w Polsce m.in. w kościele Mariackim w Gryficach i kościele św. Marii Magdaleny w Czersku. Spotykany jest także w budowlach świeckich, np.: pałac w Piławie Górnej na Dolnym Śląsku.

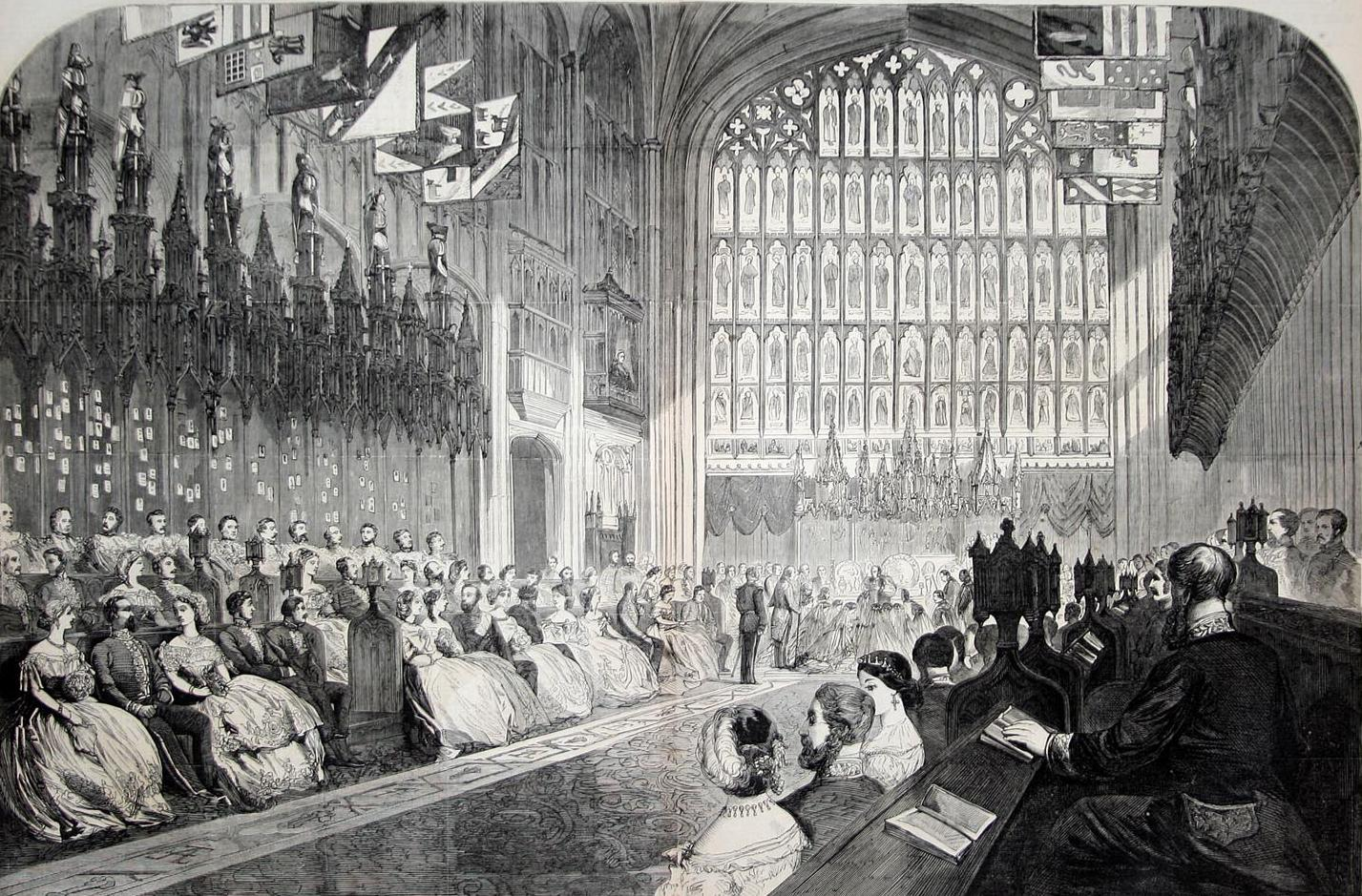
St. George's Chapel, Zamek Windsor, wschodnie okno w formie łuku Tudorów. Scena zawarcia małżeństwa Księcia Walii i Aleksandry, 1863
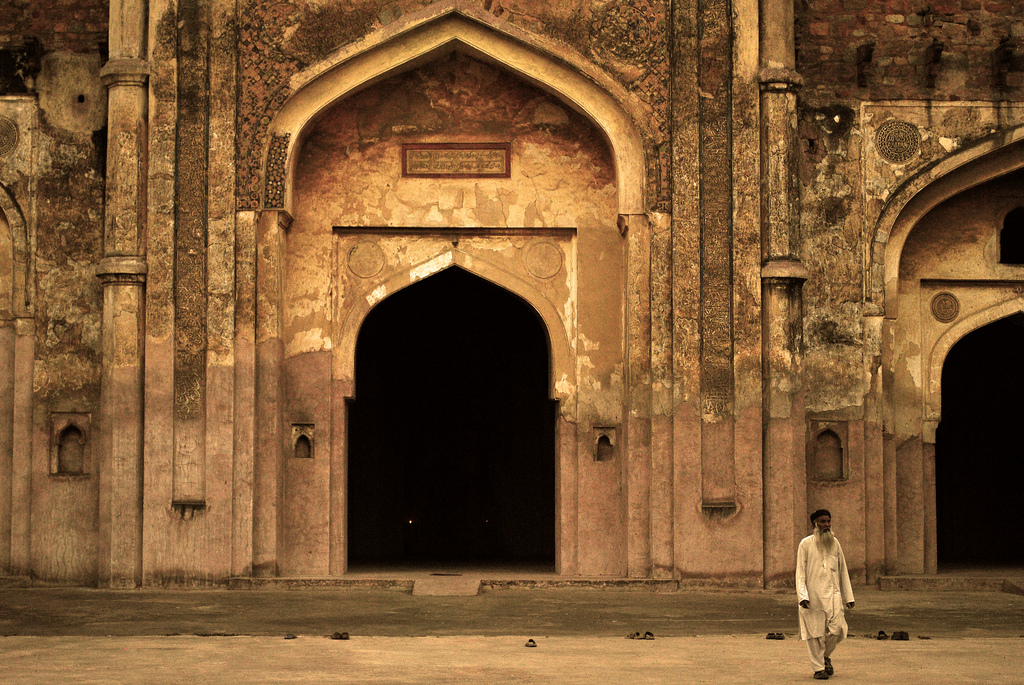
Ejwan w Khajr ul-Manazil, Delhi, Indie: łuk ostry obniżony
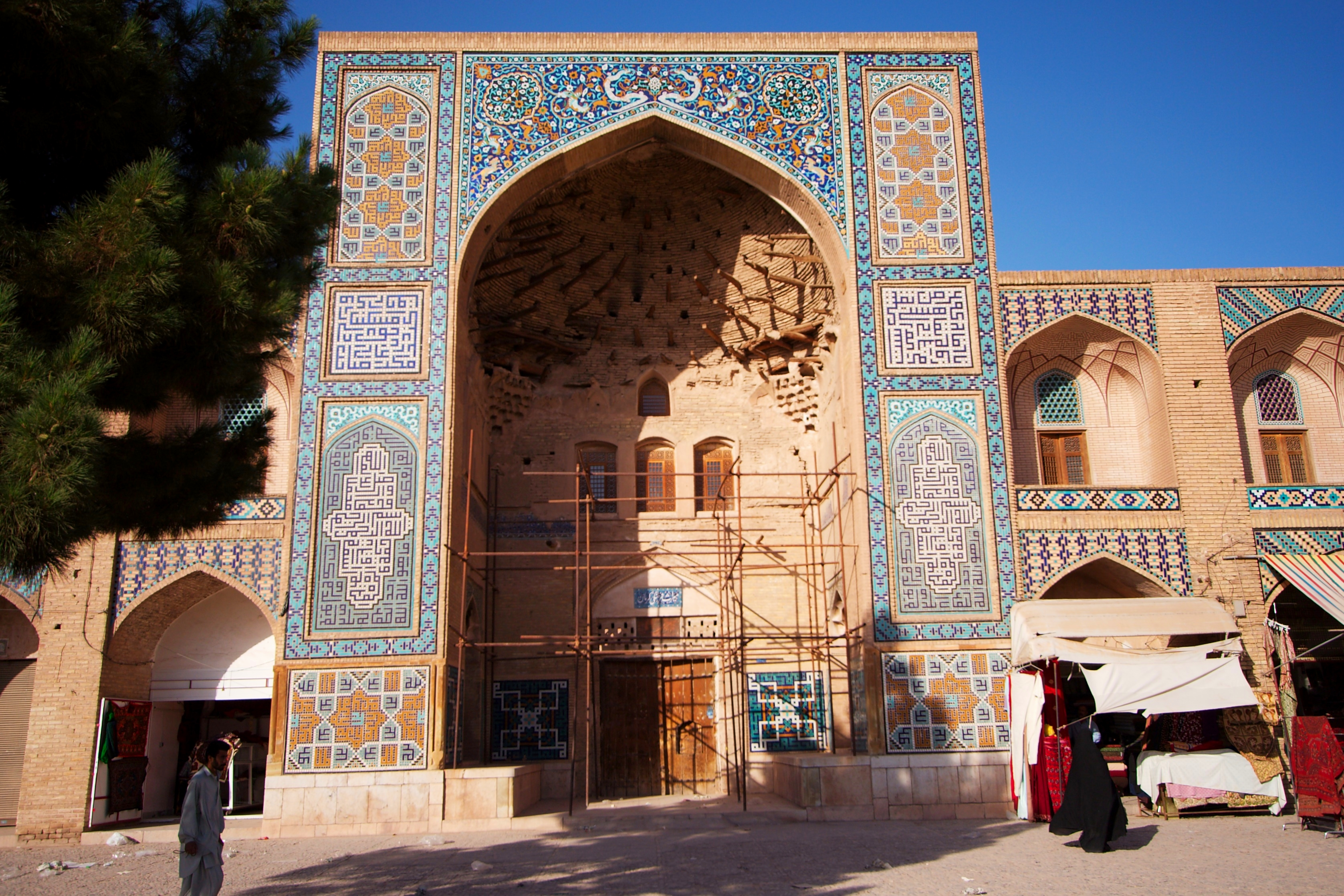
Ejwan w Madżmu'ah Gandżali Chan, Kerman, Iran: łuk ostry obniżony
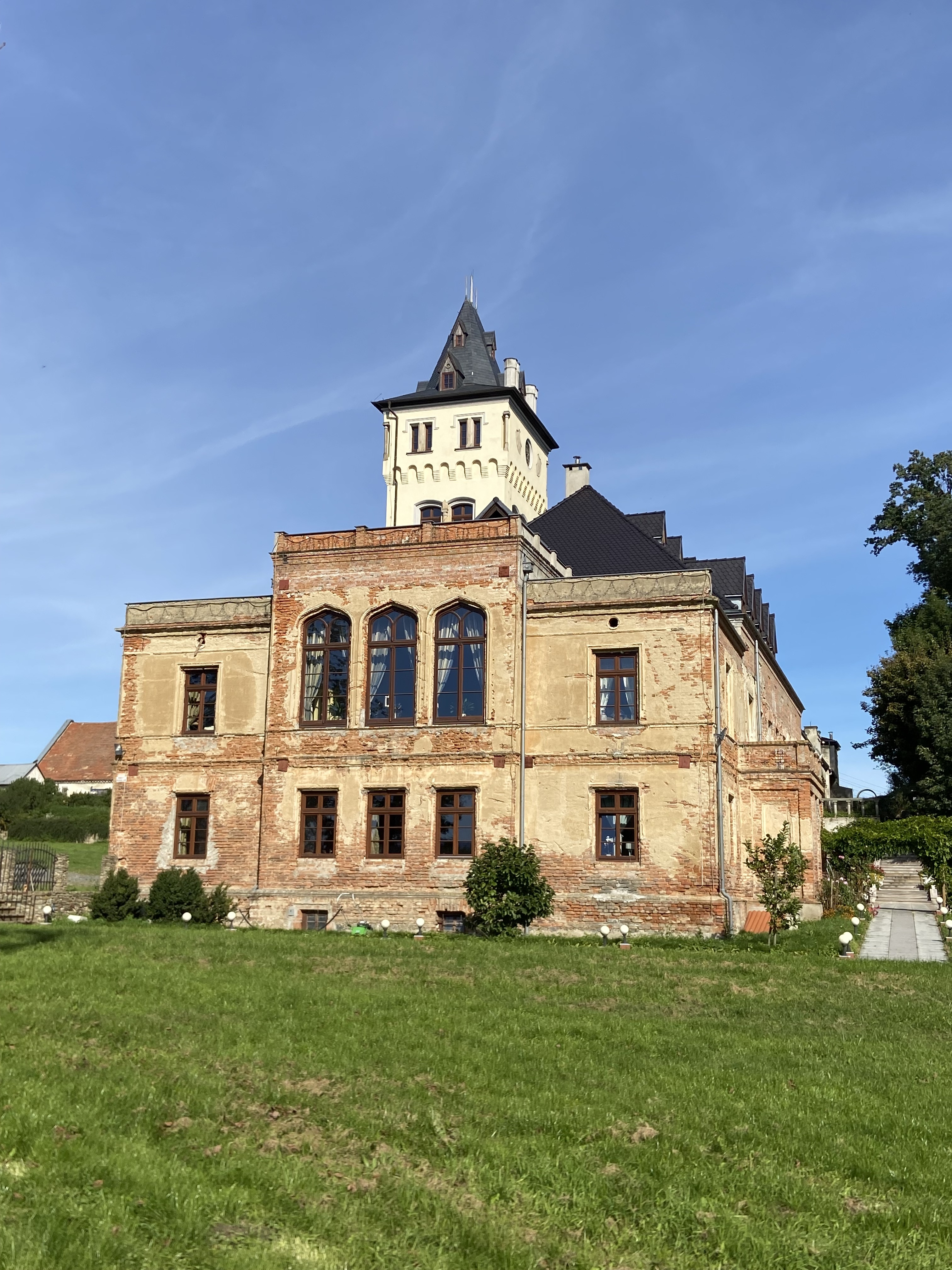
Piława Górna, pałac od strony południowej (2021)